# Brita Löwenhielm
Brita Löwenhielm (i riksdagen kallad Löwenhielm i Härnösand), född 1 januari 1904 i Stockholm, död 2 maj 1963 i Härnösand, var en svensk rektor och riksdagsledamot (folkpartist).
Brita Löwenhielm, som var dotter till en major, verkade som lärare i Nyköping och Härnösand och var från 1944 rektor för kommunala flickskolan i Härnösand. Hon var även aktiv i Fredrika Bremer-förbundet. I Härnösand var hon ledamot i stadsfullmäktige 1948–1963.
Hon var riksdagsledamot i andra kammaren för Västernorrlands läns valkrets 1955–1956 och var suppleant i första lagutskottet 1956. Hon engagerade sig inte minst i utbildningspolitik.